# Lopătari
Lopătari – wieś w Rumunii, w okręgu Buzău, w gminie Lopătari. W 2011 roku liczyła 1105 mieszkańców.